# Lỗ Tuyên công
Lỗ Tuyên công (chữ Hán: 魯宣公, trị vì 608 TCN-591 TCN), tên thật là Cơ Uy (姬餒), là vị vua thứ 21 của nước Lỗ - chư hầu nhà Chu trong lịch sử Trung Quốc.
Lỗ Tuyên công là con trai của Lỗ Văn công, nhưng vì do cơ thiếp sinh ra nên ban đầu không có tư cách kế vị. Sau khi vua cha qua đời, mẹ ông dựa vào thế lực của họ Đông Môn trong nước và ngoại viện từ nước Tề để giết hại hai vị đích tử để đưa ông lên quân vị. Trong những năm trị vì của ông, thế lực của Lỗ tiếp tục suy yếu trước sự lớn mạnh của các cường quốc Trung Nguyên như Tấn, Tề, Sở... Đến năm cuối đời, Tuyên công mưu cùng họ Đông Môn trừ bỏ ba nhà đại phu (Tam Hoàn) đang thâu tóm quyền chính nhưng thất bại, khiến Đông Môn thị bị diệt và Tam Hoàn tiến thêm một bước đoạt lấy quyền lực của công thất.

## Thân thế
Cơ Uy là con trai trưởng của Lỗ Văn công, vị vua thứ 20 của nước Lỗ, mẹ là Kính Doanh, thiếp thị của Lỗ Văn công. Tuy Uy là con trai trưởng và Kính Doanh rất được Văn công sủng ái, nhưng vì đã có bà phu nhân Khương thị sinh ra hai công tử Ác và Thị, nên không lập Uy là thế tử. Kính Doanh không chịu an phận, nên thường liên lạc với đại phu nắm quyền là Đông Môn Tương Trọng, tức Trọng Toại (con Trang công, chú Lỗ Văn công) để gửi gắm Tiếp về sau.
Năm 609 TCN, Lỗ Văn công mất. Theo phong tục của nước Lỗ thì người con đích là công tử Ác kế ngôi, nhưng chưa chính thức làm lễ lên ngôi. Trọng Toại được cử đi sứ Nước Tề cảm tạ việc dự tang và chúc mừng Tề Huệ công mới lên ngôi, đã nói tốt với Tề hầu về công tử Uy, và có ý cầu thân công chúa của Tề cho Công tử. Mùa đông cùng năm, sau khi Trọng Toại trở về nước thì lừa giết công tử Ác và công tử Thị ở chuồng ngựa. Thúc Trọng Huệ Bá là anh của Thúc Tôn Đắc Thần (một trong Tam Hoàn) phản đối việc làm của Trọng Toại, cũng bị Toại lừa vào cung giết chết. Phu nhân Khương thị tức giận bỏ về nước Tề, người Lỗ vì thương cho bà nên gọi là Ai Khương, hay Xuất Khương.
Em cùng mẹ với Tuyên công là Công tử Thúc Hật bất bình vì anh mình giết vua soán ngôi, nên không nhận bổng lộc của triều đình nữa mà tự khâu giày bán để kiếm ăn. Tuyên công nhiều lần ban tặng các đồ dùng và thức ăn nhưng Thúc Hật đều không nhận, cứ sống như một người dân thường đến khi chết.

## Trị vì thời kì đầu
Cùng năm Tuyên công lên ngôi thì ở nước Cử, Cử Kỷ công là Quý Đà bị Thái tử Bộc giết chết, Bộc sau đó bỏ chạy sang nước Lỗ, lại mang theo ngọc quý để dâng hối lộ Tuyên công, nhà vua vì thế muốn dung dưỡng Bộc. Quý Tôn Hàng Phủ (quan đại phu họ Quý thuộc Tam Hoàn) sai đuổi Bộc khỏi Lỗ, vì cho hắn là người giết cha, phản quốc và ăn trộm.
Tháng giêng năm 608 TCN, Lỗ công làm lễ lên ngôi. Ông sai Trọng Toại sang nước Tề rước công chúa của Tề là Mục Khương về Lỗ lập làm phu nhân. Hành động cưới vợ trong khi có đại tang của Lỗ Tuyên công bị Tả truyện chê trách.
Sau khi lên ngôi, Lỗ Tuyên công sai Quý tôn Hàng Phủ sang thông hiếu và thần phục nước Tề, mang nhiều ruộng đất ở Tế Tây sang hiến cho Tề Huệ công để lấy lòng, đồng thời xin được làm lễ minh thệ với nhau. Mùa hạ năm 608 TCN, Lỗ công đến hội với Tề hầu ở Bình Châu thuộc nước Tề, trong buổi hội đó vua tôi nước Tề thừa nhận ngôi vị của Tuyên công. Trong những năm tiếp theo, nước Lỗ vẫn duy trì liên minh với nước Tề.
Năm 605 TCN, vì nước Cử và nước Đàm hay xảy ra chiến tranh, Lỗ Tuyên công cùng với Tề Huệ công tìm cách giảng hòa cho hai nước, nhưng người Cử không chịu làm hòa. Thế là Lỗ đem quân đánh Cử, lấy được đất Hướng. Việc làm này của ông bị Tả truyện đánh giá là phi lễ.
Mùa xuân năm 604 TCN, Lỗ Tuyên công sang triều kiến vua Tề. Quan đại thần của Tề là Cao Cố tìm cách giam vua Lỗ ở Tề để ép gả công muội là Thúc Cơ cho ông này. Tuyên công đành phải chấp nhận yêu cầu của Cao Cố để được thả về nước vào mùa hạ năm đó. Mùa hạ năm 602 TCN, Tề đi đánh nước Lai, Lỗ Tuyên công cũng mang quân giúp.

## Trị vì thời kì giữa
Vì Lỗ Tuyên công dựa vào thế lực của người Tề để bước lên ngôi vị, nên những năm đầu ông đều ngả theo Tề, mà tuyệt giao với nước mạnh nhất Trung Nguyên khi đó là Tấn. Đến khi Tấn Thành công lên ngôi có ý chí phục hưng nghiệp bá chủ. Mùa đông năm 602 TCN, Tấn hầu hội chư hầu ở Hắc Nhưỡng, Lỗ công vì uy thế nước Tấn mạnh, bất đắc dĩ phải đến hội. Trước hội thề, người Tấn lấy cớ Tấn hầu lên ngôi đã lâu mà nước Lỗ không tới chầu cũng không sai sứ tới lễ sính, rồi giam ông lại trong trại, cũng không cho dự hội thề. Sau đó, Lỗ công phải đem vàng bạc hối lộ cho các đại phu của Tấn mới được thả về nước.
Đầu năm 601 TCN, Trọng Toại mất khi đang trên đường đi sứ nước Tề. Mấy tháng sau, mẹ của Tuyên công là Kính Doanh cũng mất. Tuyên công cho an táng bà theo nghi lễ tiểu quân (vợ vua) dù lúc Văn công còn sinh thời Kính Doanh chỉ ở hàng thiếp thất. Cùng năm đó, nước Lỗ xây thành Bình Dương.
Năm 600 TCN, mùa thu, quân đội nước Lỗ chiếm ấp Căn Mâu của nước Châu Lâu (một nước Đông Di). Mùa xuân năm 599 TCN, nhân việc Lỗ Tuyên công đến chầu nước Tề đã 4 lần, vua tôi nước Tề bèn lần lượt trả lại ruộng cho nước Lỗ ở đất Vân, Hoan và Quy Âm.
Từ thời Lỗ Văn công, Lỗ và nước Châu lân cận đã có hiềm khích. Khi Tuyên công lên ngôi, Châu tử có đến chầu, nhưng sau đó 10 năm lại không giao thiệp với Lỗ nữa. Vì thế mùa thu năm đó, Tuyên công sai Công tôn Quy Phủ (con Trọng Toại) đánh Châu, lấy ấp Dịch. Năm 598 TCN, ông lại liên quân với Tề cùng phạt nước Cử.

## Trị vì thời kì cuối
Khi trước nhà nước chỉ đánh thuế 1/10 ruộng công mà không lấy thuế ruộng của dân, khiến nhân dân đều vui vẻ. Nhưng kể từ năm 594 TCN thời Lỗ Tuyên công, nước Lỗ áp dụng chính sách đánh thuế vào ruộng tư. Việc làm này bị các sử gia phần nhiều chê trách. Cùng năm đó, nước Lỗ liên tục gặp nạn châu chấu và nạn đói.
Mùa xuân năm 592 TCN, Tấn Cảnh công cử Khước Khắc đi sứ sang Tề. Lỗ Tuyên công cũng sai Quý tôn Hàng Phủ đi sứ. Tề Khoảnh công (con của Tề Huệ công) vì để làm vui lòng Thái phu nhân, nhân Khước Khắc bị gù, Quý tôn Hàng Phủ bị hói đầu, sứ nước Vệ Tôn Lương Phu bị chột, sứ nước Tào là công tử Thủ nước Tào bị gù, bèn chọn ra người bị gù, hói, thọt và chột ra mà tiếp sứ bốn nước. Sứ giả 4 nước căm giận, về tâu với vua xin đem quân phạt Tề. Do lúc này chính sự nước Tề đã suy kém, nên Lỗ không còn giữ tình giao hảo với Tề nữa mà ngả theo phe Tấn. Mùa hạ năm đó, Lỗ Tuyên công cùng với Tấn hầu, Vệ hầu, Tào bá, Châu tử, hội minh ở Đoạn Đạo. Trong hội minh, Tấn hầu không cho sứ Tề vào hội, sau đó bắt giam họ để chuẩn bị phạt Tề, nhưng cuối cùng lại không ra quân.
Mùa xuân năm 591 TCN, Lỗ công đem quân thảo phạt các nước nhỏ lân cận như Cử, Lai, Châu, Kỷ. Tháng 4 cùng năm, Lỗ công sai sứ sang Sở xin giúp quân đánh Tề, nhưng gặp lúc Sở Trang vương chết, nước Sở có tang không phát binh được.
Công tôn Quy Phủ là con của Trọng Toại đang được Tuyên công tin tưởng, vì thấy thế lực ba gia tộc họ Hoàn quá mạnh, nên đề xuất với Lỗ công nhờ vào quân nước Tấn mà trừ bỏ ba nhà. Tuyên công bèn sang Quy Phủ đi sứ Nước Tấn để kết giao. Tuy nhiên việc chưa thành thì vào ngày Nhâm Tuất tháng 10 năm đó, Tuyên công bạo bệnh mà chết ở tẩm điện. Ông tại vị được 18 năm.
Quý tôn Hàng Phủ nhân đó nắm lấy chính quyền, đuổi Công tôn Quy Phụ và cả dòng họ Đông Môn ra khỏi nước Lỗ, rồi lập con trai trưởng của Tuyên công là Hắc Quăng năm đó 13 tuổi lên kế vị, tức là Lỗ Thành công. Tháng 2 năm 590 TCN, ngày Tân Dậu, người Nước Lỗ làm lễ an táng cho Tuyên công.

## Đánh giá
Sử gia Vương Nguyên Kiệt chê trách Lỗ Tuyên công như sau
Tuyên công ở ngôi 18 năm. Đến đại nghĩa đã mất, thì ở nước còn được gì nữa. Vị đích mẫu là không có lý nào để dứt được, mà để cho phải khóc trở về Tề. Bỏ thiên luân, làm thí nghịch, hối lộ Tề để được định ngôi. Đang trong tang, mà đón vợ, thành hôn. Trong bảy năm, mà 5 lần tới chầu Nước Tề, còn đến gả con gái cho cường thần nước Tề. Luôn 10 năm, chăm sính lễ hết sức hầu hạ, nịnh nọt vua tôi Tề, khinh nhờn không theo Tấn. Trục lợi chiếm đất Hướng, đất Thích, dương vây chiếm nước Cử, nước Châu. Bị nhục ở hội thề Hắc Nhưỡng, che giấu việc xấu ở hội Bình Châu. Rồi đến các nạn sâu Chung, sâu Duyên kế tiếp. Cơ cận liên niên, lại thêm đánh thuế ruộng tư, thế là sức dân kiệt quệ. Hội thề Đoạn Đạo với Tấn, mong triệt Tam Hoàn mà thêm uy quyền nhà vua. Vua Tuyên chết, da thịt chưa lạnh, thì họ Đông Môn đã mất cúng tế. Còn được chết ở chính tẩm, chỉ là may thôi.

## Gia đình
- Cha: Lỗ Văn công
- Mẹ đích: Ai Khương
- Mẹ ruột: Kính Doanh
- Anh em:
  - Công tử Ác
  - Công tử Thị
  - Công tử Thúc Hật
- Vợ
  - Mục Khương, con gái Tề Huệ công
- Con
  - Lỗ Thành công
  - Công tử Yển
  - Công tử Sừ